# Шовкові шляхи: мережа маршрутів коридору Чанань—Тянь-Шань
Шовкові шляхи: мережа маршрутів коридору Чанань—Тянь-Шань є об'єктом Світової спадщини ЮНЕСКО, який охоплює частину стародавнього Шовкового шляху Чанань — Тянь-Шань та історичні місця вздовж цього маршруту. 22 червня 2014 року ЮНЕСКО визначила 5000 кілометрів мережі Шовкового шляху від Центрального Китаю до району Жетису в Центральній Азії як об'єкт Всесвітньої спадщини. Коридор охоплює Китай, Казахстан і Киргизстан і включає 33 нові об'єкти та кілька раніше визначених об'єктів спадщини.

## історія
У 1988 році ЮНЕСКО ініціювала дослідження Шовкового шляху з метою сприяння розумінню культурного поширення в Євразії та захисту культурної спадщини. У серпні 2006 року ЮНЕСКО та Державне управління культурної спадщини Китайської Народної Республіки спільно спонсорували конференцію в Турфані, Сіньцзян, присвячену координації заявок на визначення Шовкового шляху об'єктом всесвітньої спадщини. На цій конференції Китай і п'ять республік Центральної Азії, Казахстан, Киргизстан, Таджикистан, Узбекистан і Туркменістан, погодилися подати спільну заявку у 2010 році. У 2009 році шість країн сформували координаційний комітет для підготовки спільної заявки.
28 березня 2008 року Китай подав до ЮНЕСКО попередній список із 48 об'єктів Шовкового шляху для розгляду як культурної спадщини. Ці об'єкти були розділені на сухопутні ділянки Шовкового шляху в провінціях Хенань, Шеньсі, Цинхай і Ганьсу, Нінся-Хуейський автономний район і Сіньцзян-Уйгурський автономний район, а також морські ділянки Шовкового шляху в Нінбо, провінція Чжецзян і Цюаньчжоу, провінція Фуцзянь. 2 травня 2008 року Іран подав попередній список місць Шовкового шляху в провінції Хорасан. 3 січня 2010 року Туркменістан представив список із 29 ділянок на 11 ділянках Шовкового шляху. 20 січня 2010 року Індія представила попередній список місць Шовкового шляху, розділений на 12 компонентів. 19 лютого 2010 року Киргизстан подав список із шести об'єктів, а Узбекистан подав список із 18 об'єктів. Попередній список Казахстану був представлений 3 травня 2012 року.
Наприкінці 2011 року ЮНЕСКО запропонувала через величезний масштаб проекту Шовкового шляху розділити програму на коридори. У грудні 2011 року Китай, Казахстан і Киргизстан погодилися спільно подати заявку на один коридор із Центрального Китаю через хребет Тянь-Шань, і кожна країна призначила одного урядовця, одного археолога та національний комітет із заявок. Таджикистан, Узбекистан і Туркменістан готові претендувати на ще один коридор. У 2013 році заявка на Чанань—Тяньшанський коридор була завершена і офіційно подана Киргизстаном. Він містив 22 місця в Китаї, 8 місць у Казахстані та 3 місця в Киргизстані. Кожна країна-член ЮНЕСКО може подати одну заявку на рік, а Китай подав заявку на Великий канал. Оригінальні місця, запропоновані Китаєм, були суттєво переглянуті для цієї програми. Місця в Нінся-Хуейському автономному районі, які стосуються Морського шовкового шляху, були видалені. Китайські організатори заявили, що кілька місць, які не були включені в заявку, можуть бути подані в майбутньому.
22 червня 2014 року на 38-му засіданні Комітету світової спадщини в Досі, Катар, було схвалено заявку на проект коридору Чанань—Тянь-Шань.

## Місця
Коридор Чанань—Тянь-Шань Шовкового шляху, який був затверджений Комітетом світової спадщини в червні 2014 року як об'єкт № 1442, складається з 33 нових об'єктів у Китаї, Казахстані та Киргизстані. Місця включають столиці та палацові комплекси різних імперій і королівств, торгові поселення, буддійські печерні храми, стародавні шляхи, поштові будинки, гірські перевали, вежі-маяки, частини Великої стіни, укріплення, гробниці та релігійні споруди. Разом 33 об'єкти охоплюють площу42 668,16 га (164,7 миля2) і мають буферну зону 189 963,13 га (733,5 миля2).
ICOMO класифікує об'єкти на чотири регіони вздовж Шовкового шляху, які оцінюють відповідність вимогам до списку Світової спадщини:
1. Центральний Китай — стародавні імперські столиці в Центральній і Гуаньчжунській рівнинах Китаю.
- Місто Лоян від Східної Хань до Північної Вей, Лоян, провінція Хенань
- Брама Діндін, місто Лоян часів династії Суй і Тан, Лоян
- Перевал Хангу, повіт Сіньань, Хенань
- Ділянка Шіхао маршруту Сіаохань, Саньменься, Хенань
- Палац Вейян, Сіань, провінція Шеньсі
- Палац Дамінг, Сіань
- Велика пагода диких гусей, Сіань
- Мала пагода диких гусей, Сіань
- Храм Синьцзяо, Сіань[13]
- Печерний храм округу Бін, округ Бін, Шеньсі
- Могила Чжан Цянь, повіт Ченгу, Шеньсі
- Печерний храмовий комплекс Майцзішань, Тяньшуй, провінція Ганьсу

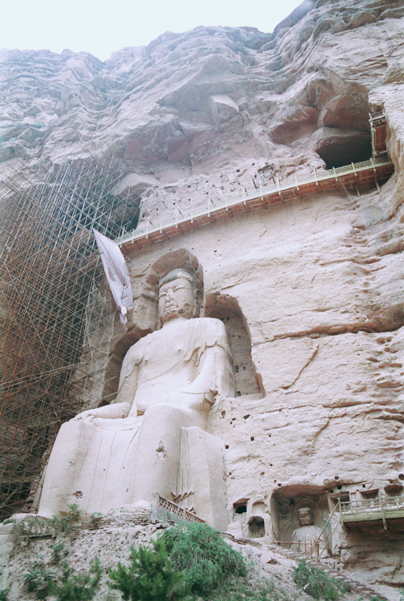
Гроти храму Бінлінг

2. Коридор Хесі в провінції Ганьсу, що з'єднує Внутрішній Китай і Сіньцзян.
- Гроти храму Бінлінг, повіт Юнцзін
- Перевал Юмен, Дуньхуан
- Пошта Сюаньцюаньчжі, Дуньхуан
- Руїни міста Суоян, Гуачжоу

3. На північ і південь від гір Тянь-Шань у Сіньцзяні, Китай
- Руїни міста Кочо (Гаочан), Турфан
- Руїни Цзяохе, Турфан
- Руїни міста Бешбалік (Бейтинг), округ Джимсар
- Башта Кизил Гаха, Куча
- Печери Кизил, Кука
- Руїни буддійського храму Субаші, Кука

4. Жетисуйський район Ілійської та Таласької долин Казахстану та Чуйської долини Киргизстану
- Сайт Каялик, Алматинська область, Казахстан
- Карамерген, Алматинська область, Казахстан
- Талгар, Алматинська область, Казахстан
- Актобе, Жамбильська область, Казахстан
- Кулан, Жамбильська область, Казахстан
- Акиртас, Жамбильська область, Казахстан
- Орнек, Жамбильська область, Казахстан
- Костобе, Жамбильська область, Казахстан
- Місто Суяб (об'єкт Ак-Бешім), Чуйська область, Киргизстан
- Місто Баласагун (об'єкт Бурана), Чуйська область, Киргизстан
- Місто Невакет (об'єкт Червоної річки), Чуйська область, Киргизстан

Інші об'єкти в коридорі Чан'ань–Тянь-Шань — це печери Моґао в Дуньхуані, які вже були внесені до списку Світової спадщини в 1987 році, і гроти Лунмень у Лояні, які вже були внесені до списку Світової спадщини у 2000 році.